# Nome cinese di cortesia
Il nome di cortesia, in cinese zì ((表)字S, (biǎo) zìP, (piao) tzuW), è un nome assegnato dopo il compimento dei 20 anni di età al posto del nome di nascita ed è un segno dell'ingresso nell'età adulta e un segno di rispetto. Usato principalmente per i nomi maschili, lo zì può essere assegnato dai genitori o essere scelto dalla persona stessa. La tradizione di usare nomi di cortesia si è attenuata a partire dal Movimento del 4 maggio 1919. Ci sono due forme di nomi di cortesia: lo zì e lo hào.

## Lo zì
Lo zì, talvolta chiamato biǎozì o nome di cortesia, è un nome tradizionalmente dato ai maschi cinesi all'età di 20 anni, di solito durante la cerimonia del Guan Li. Era a volte assegnato alle donne al momento del matrimonio. Come notato sopra questa pratica non è più diffusa nella società cinese moderna. Secondo il Libro dei Riti quando un uomo raggiunge l'età adulta è irrispettoso per gli altri della sua stessa generazione di rivolgersi a lui con il suo nome dato (da bambino) o míng. Quindi il nome dato era riservato per se stessi e per le persone più anziane, mentre lo zì era usato da adulti della stessa generazione per riferirsi gli uni agli altri nelle occasioni formali o negli scritti, da qui il termine "nome di cortesia".
Lo zì è la maggior parte delle volte bisillabico, ossia composta da due caratteri ed è solitamente basato sul significato del nome dato. Il letterato Yan Zhitui (顏之推) della dinastia Qi del nord (551-577) credeva che mentre lo scopo del míng (nome dato) era di distinguere le persone le une dalle altre, lo zì dovesse esprimere l'integrità morale della persona.
Un esempio di zì basato sul significato è dato dal militare Yue Fei, il cui nome significa letteralmente "volare" e il cui zì era Pengju che significa "uccello favoloso che spicca il volo".
La relazione che spesso esiste tra lo zì e il míng di una persona può essere visto nel caso di Mao Zedong (Mao Zedong (毛澤東T, 毛泽东S) il cui zì era Runzhi (潤之T, 润之S, RùnzhīP). Questi due caratteri hanno lo stesso radicale (氵), che significa acqua. Entrambi i nomi possono significare "beneficiare" o "nutrire" o "umido".
Un altro modo di formare uno zì è di usare il carattere omofonico zǐ (子S, zǐP) un titolo che denota rispetto (usato solo per gli uomini) che va usato come primo carattere. Quindi lo zì di Gonsun Qiao era Zǐchǎn (子产S, 子產P) e quello di Du Fu era Zǐméi (子美S).
È altrettanto comune costruire lo zì usando come primo carattere uno che esprima l'ordine di nascita del portatore tra i figli maschi della sua famiglia. Quindi per Confucio il cui nome dato era Kong Qiu (孔丘S) lo zì era Zhòngní (仲尼S) dove il primo carattere zhòng (仲) indica che egli era il secondo figlio della famiglia. I caratteri usati tipicamente sono bó (伯S) per il primogenito, zhòng (仲S), shū (叔S) e jì (季S) tipicamente per il figlio minore, se la famiglia consiste di più di tre figli. I quattro figli del guerriero Sun Jian sono un esempio di questo uso: Il maggiore Sun Ce aveva come zì Bofu, il secondo Sun Quan aveva come zì Zhongmou, il terzo Sun Yi era Shubi e il minore Sun Kuang aveva come zì Jizuo.
L'uso dello zì iniziò durante la dinastia Shang e si sviluppò lentamente in un sistema che divenne il più diffuso durante la successiva dinastia Zhou. Durante questo periodo lo zì veniva assegnato anche alle donne. Lo zì dato ad una donna era generalmente composto di un carattere indicante il suo ordine di nascita tra le figlie femmine della sua famiglia e il suo cognome. Per esempio Meng Jiang (孟姜S, Mèng JiāngP) era la sorella maggiore nella famiglia Jiang.
Prima del ventesimo secolo, lo zì era in uso nei paesi dove l'influenza della cultura cinese era forte (come per esempio la Corea, il Giappone e il Vietnam), specie tra i letterati.
All'epoca del movimento del 4 maggio che mirava a distruggere l'antico sistema feudale, numerosi gruppi di intellettuali hanno criticato l'uso della zì come simbolo delle antiche tradizioni, lo zì è così caduto in disuso.
Alcuni gruppi militano oggi affinché l'istituzione dello zì sia restaurata. Il loro argomento principale è dovuto al fatto che con una popolazione dell'ordine del miliardo di abitanti il numero di persone in Cina che hanno lo stesso cognome e lo stesso nome è molto elevato, tanto più che esistono relativamente pochi cognomi in Cina.
Lo zì di alcune persone famose:
| Vietnam del Sud (bandiera) | Vietnamita                    | Cognome             | Nome di battesimo  | Nome di cortesia     |
| -------------------------- | ----------------------------- | ------------------- | ------------------ | -------------------- |
| 1                          | Sĩ Tiếp (士燮)                | Sĩ (士)             | Tiếp (燮)          | Uy Ngạn (威彥)       |
| 2                          | Mai Hắc Đế (梅黑帝)           | Mai (梅)            | Phượng (鳳)        | Thúc Loan (叔鸞)     |
| 3                          | Khương Công Phụ (姜公輔)      | Khương Công (姜公)  | Phụ (輔)           | Đức Văn (德文)       |
| 4                          | Phùng Hưng (馮興)             | Phùng (馮)          | Hưng (興)          | Công Phấn (功奮)     |
| 5                          | Lý Thái Tổ (李太祖)           | Lý (李)             | Công Uẩn (公蘊)    | Triệu Diên (兆衍)    |
| 6                          | Đỗ Anh Vũ (杜英武)            | Đỗ (杜)             | Anh Vũ (英武)      | Quan Thế (冠世)      |
| 7                          | Lê Tắc (黎崱)                 | Lê (黎)             | Tắc (崱)           | Cảnh Cao (景高)      |
| 8                          | Trương Hán Siêu (張漢超)      | Trương (張)         | Hán Siêu (漢超)    | Thăng Phủ (升甫)     |
| 9                          | Trần Dụ Tông (陳裕宗)         | Trần (陳)           | Hạo (暭)           | Nhật Khũy (日煃)     |
| 10                         | Lê Quát (黎括)                | Lê (黎)             | Quát (括)          | Bá Quát (伯适)       |
| 11                         | Phạm Sư Mạnh (范師孟)         | Phạm (范)           | Sư Mạnh (師孟)     | Nghĩa Phu (義夫)     |
| 12                         | Hồ Quý Ly (胡季犛)            | Lê (黎)             | Quý Ly (季犛)      | Lý Nguyên (理元)     |
| 13                         | Hồ Nguyên Trừng (胡元澄)      | Lê (黎)             | Trừng (澄)         | Mạnh Nguyên (孟源)   |
| 14                         | Lê Thánh Tông (黎聖宗)        | Lê (黎)             | Hạo (灝)           | Tư Thành (思誠)      |
| 15                         | Nguyễn Nghiêu Tư (阮堯咨)     | Nguyễn (阮)         | Nghiêu Tư (堯咨)   | Quân Trù (軍廚)      |
| 16                         | Giáp Hải (甲海)               | Giáp (甲)           | Hải (海)           | Tiềm Phu (潛夫)      |
| 17                         | Nguyễn Bỉnh Khiêm (阮秉謙)    | Nguyễn (阮)         | Bỉnh Khiêm (秉謙)  | Hanh Phủ (亨甫)      |
| 18                         | Phùng Khắc Khoan (馮克寬)     | Phùng Khắc (馮克)   | Khoan (寬)         | Hoằng Phu (弘夫)     |
| 19                         | Giang Văn Minh (江文明)       | Giang (江)          | Văn Minh (文明)    | Quốc Hoa (國華)      |
| 20                         | Nguyễn Quý Đức (阮貴德)       | Nguyễn Quý (阮貴)   | Đức (德)           | Bản Nhân (体仁)      |
| 21                         | Nguyễn Huy Oánh (阮輝瑩)      | Nguyễn Huy (阮輝)   | Oánh (瑩)          | Kinh Hoa (經華)      |
| 22                         | Ninh Tốn (寧遜)               | Ninh (寧)           | Tốn (遜)           | Khiêm Như (謙如)     |
| 23                         | Ngô Thì Sĩ (吳時仕)           | Ngô Thì (吳時)      | Sĩ (仕)            | Thế Lộc (世祿)       |
| 24                         | Bùi Dương Lịch (裴楊瓑)       | Bùi (裴)            | Dương Lịch (楊瓑)  | Tồn Thành (存成)     |
| 25                         | Phạm Đình Hổ (范廷琥)         | Phạm Đình (范廷)    | Hổ (琥)            | Tùng Niên (松年)     |
| 26                         | Nguyễn Thế Tổ (阮世祖)        | Nguyễn Phước (阮福) | Ánh (暎)           | Gia Long (嘉隆)      |
| 27                         | Lý Văn Phức (李文馥)          | Lý Văn (李文)       | Phức (馥)          | Lân Chi (鄰芝)       |
| 28                         | Nguyễn Công Trứ (阮公著)      | Nguyễn (阮)         | Công Trứ (公著)    | Tồn Chất (存質)      |
| 29                         | Nguyễn Văn Siêu (阮文超)      | Nguyễn Văn (阮文)   | Siêu (超)          | Tốn Ban (遜班)       |
| 30                         | Phan Thanh Giản (潘清簡)      | Phan Thanh (潘清)   | Giản (簡)          | Tĩnh Bá (靖伯)       |
| 31                         | Principessa Mai Am (梅庵公主) | Nguyễn Phước (阮福) | Trinh Thận (貞慎)  | Nữ Chi (女之)        |
| 32                         | Nguyễn Trung Trực (阮忠直)    | Nguyễn (阮)         | Chơn (真)          | Trung Trực (忠直)    |
| 33                         | Nguyễn Quang Bích (阮光碧)    | Ngô (吳)            | Quang Bích (光碧)  | Hàm Huy (咸徽)       |
| 34                         | Hoàng Diệu (黃耀)             | Hoàng (黃)          | Diệu (耀)          | Quang Viễn (光遠)    |
| 35                         | Hoàng Kế Viêm (黃繼炎)        | Hoàng (黃)          | Tá Viêm (佐炎)     | Nhật Trường (日長)   |
| 36                         | Nguyễn Cảnh Tông (阮景宗)     | Nguyễn Phước (阮福) | Biện (昪)          | Ưng Kỷ (膺祺)        |
| 37                         | Sương Nguyệt Anh (湯月英)     | Nguyễn Thị (阮氏)   | Khuê (奎)          | Nguyệt Anh (月英)    |
| 38                         | Phan Bội Châu (潘佩珠)        | Phan Văn (潘文)     | San (珊)           | Hải Thu (海秋)       |
| 39                         | Phan Kế Bính (潘繼柄)         | Phan (潘)           | Kế Bính (繼柄)     | Bưu Văn (郵文)       |
| 40                         | Phạm Duy Tốn (范維遜)         | Phạm Duy (范維)     | Tốn (遜)           | Thọ An (受安)        |
| 41                         | Nguyễn Văn Ngọc (阮文玉)      | Nguyễn Văn (阮文)   | Ngọc (玉)          | Ôn Như (溫如)        |
| 42                         | Lý Đông A (李東阿)            | Nguyễn Hữu (阮有)   | Thanh (清)         | Thái Dịch (太易)     |
| 43                         | Hoàng Vân Nội (黃雲內)        | Hoàng (黃)          | Vân Nội (雲內)     | Nhàn Hạc (閒鹤)      |
| 44                         | Trần Trọng Dương (陳仲洋)     | Trần (陳)           | Trọng Dương (仲洋) | Chuyết Chuyết (拙拙) |
| 45                         | Lê Tiến Đạt (黎進達)          | Lê (黎)             | Tiến Đạt (進達)    | Minh Thành (明成)    |
| 46                         | Trần Quang Đức (陳光德)       | Trần (陳)           | Quang Đức (光德)   | Thí Phổ (施普)       |
| 47                         | Nguyễn Hữu Sử (阮有史)        | Nguyễn Hữu (阮有)   | Sử (史)            | Tiếu Chi (笑之)      |
| 48                         | Lê Phương Duy (阮有史)        | Lê (黎)             | Phương Duy (方維)  | Thiên Duy (天維)     |
| 49                         | Nguyễn Thụy Đan (阮瑞丹)      | Nguyễn Thụy (阮瑞)  | Đan (丹)           | Việt Thạch (越石)    |
| 50                         | Nguyễn Minh Hiệu (阮明顥)     | Nguyễn (阮)         | Minh Hiệu (明顥)   | Bá Hiểu (播曉)       |

## Lo Hào (pseudonimo)
Lo Hào (號T, 号S, hàoP) (anche gō in giapponese, ho in coreano e hiệu in lingua vietnamita) è un nome di cortesia alternativo, solitamente detto anche pseudonimo. Era principalmente composto da tre o quattro caratteri e può essere diventato comune a causa dell'elevato numero di persone con lo stesso zì. Lo hào era spesso scelto dal portatore stesso ed era possibile averne più di uno. Esso non aveva connessione con il míng (nome dato) o lo zì, piuttosto era spesso una scelta personale e talvolta fantasiosa, anche contenente un'allusione o un carattere raro, cosa che si addiceva alle persone acculturate. Un'altra possibilità era quella di usare il nome del proprio luogo di residenza come l'hào di Su Shi era Dongpo Jushi (ossia, "residente di Dongpo", una residenza che costruì mentre era in esilio). L'hào di un autore era usato spesso anche nel titolo delle sue raccolte di lavori.